# 盧卡·米盧諾維奇
盧卡·米盧諾維奇（1992年12月21日—）是一位塞爾維亞足球運動員。在場上的位置是前鋒。他現在效力於希臘足球超級聯賽球隊普拉坦亞斯足球俱樂部。他也代表塞爾維亞U21國家足球隊參賽。